# Drosophila serrata
Drosophila serrata este o specie de muște din genul Drosophila, familia Drosophilidae, descrisă de Malloch în anul 1927. Conform Catalogue of Life specia Drosophila serrata nu are subspecii cunoscute.